# Pittsburgh
Pittsburgh (anglická výslovnost [ˈpɪtsbɜːrɡ], výslovnost v češtině [picburk]) je město v Pensylvánii ve Spojených státech amerických a sídlo Allegheny County. Se svou populací přibližně 303 000 obyvatel se po Filadelfii jedná o druhé největší město státu. Metropolitní oblast města čítající téměř 2,5 milionů obyvatel je historický i kulturním centrem regionu Západní Pensylvánie. Jde také o západní cíp megapole Chi-Pitts.
Z dříve průmyslového města slavného zejména výrobou oceli (proto někdy přezdívka „Ocelové město“) se během 80. a 90. let 20. století postupně stalo významným sídlem institucí zabývající se vědou, uměním či zdravotní péčí. Centrem vzdělávání je University of Pittsburgh.
Leží na soutoku řek Allegheny a Monongahela. Tímto soutokem vzniká řeka Ohio. Díky unikátnímu tvaru se centru města často přezdívá "Zlatý trojúhelník". Metropolitní oblast Pittsburghu tvoří města Allegheny, Armstrong, Beaver, Butler, Fayette a okresy Washington a Westmoreland.
Město nese jméno Williama Pitta, britského ministerského předsedy z 18. století.

## Historie
Před příchodem imigrantů z Evropy byla oblast Pittsburghu osídlena Šavany.
První Evropané se zde začali usazovat v první polovině 17. století. Budoucí Pittsburgh se pak stal centrem francouzsko-indiánské války. Název města měl nejprve podobu Pittsborough.
Po Americké revoluci začalo město rychlým tempem růst a vzkvétat. Těžba uhlí i výroba oceli přilákala mnoho imigrantů z Německa, Walesu a dalších evropských oblastí. Bylo zde i několik stanic tzv. Podzemní železnice, které do města přivedly vůbec první Afroameričany.
Koncem května 1918 zde byla podepsána, za účasti T. G. Masaryka, Pittsburská dohoda mezi americkými Čechy a Slováky o koncepci ustavení společného státu.
V roce 1936 město utrpělo několika záplavami. Tou dobou populace překonala půl milionu obyvatel a stala se oblíbenou destinací Američanů evropského i afrického původu. 
Druhá světová válka ještě mnohonásobně zvýšila poptávku po oceli, jejíž výroba ale měla značně negativní dopad na ovzduší města. Po konci války však byly zahájeny projekty, které měly za úkol vyčistit místní řeky i vzduch.
V druhé polovině 20. století se Pittsburgh úspěšně deindustrializoval a stal se významným centrem vzdělání, umění, sportu, vědy i zdravotní péče, počet obyvatel však již nikdy nedosáhl takových cifer jako během průmyslového rozkvětu.

## Demografie
Podle sčítání lidu z roku 2020 ve městě žilo 302 971 obyvatel.
|                                                   | 2020  | 2010  | 1990  | 1970  |
| ------------------------------------------------- | ----- | ----- | ----- | ----- |
| bílí Američané                                    | 66.8% | 66.0% | 72.1% | 79.3% |
| – nehispánští bílí Američané                      | 64.7% | 64.8% | 71.6% | 78.7% |
| Afroameričané                                     | 23.0% | 26.1% | 25.8% | 20.2% |
| asijští Američané                                 | 5.8%  | 4.4%  | 1.6%  | 0.3%  |
| Američané hispánského a latinskoamerického původu | 3.2%  | 2.3%  | 0.9%  | 0.5%  |

Podobně jako ve většině amerických velkých měst, i v Pittsburghu podíl nehispánských bílých Američanů klesá, ovšem zdaleka ne tak výrazně. 
Většina bílých Američanů jsou německého, irského, italského či polského původu, žijí zde také ovšem jedny z největších komunit Ukrajinců či Chorvatů. Celkově vzato je město domovem mnoha Slovanů.
Již několik dekád město obývá i početná afroamerická komunita, menší podíl pak tvoří asijští Američané (zejména Indové) a hispánci (Mexičané a Portorikánci).

## Doprava
V Pittsburghu se nachází celkem 446 mostů (o tři mosty více než v Benátkách), proto je často označován za "město mostů". Jedná se o významný uzel silniční dopravy, prochází tudy dálnice Interstate 376, 79, 279 a 76.
Město je obsluhováno mezinárodním letištěm Pittsburgh International Airport (PIT), které zprostředkovává spoje do dalších států USA, Kanady, Evropy i Latinské Ameriky. Nachází se cca 20 kilometrů západně od sídla.
Pittsburský přístav je dvacátým největším přístavištěm v zemi. 

## Významné stavby
- Allegheny Observatory, observatoř
- Phipps Conservatory and Botanical Gardens, botanická zahrada

### Mrakodrapy
- BNY Mellon Center, výška 221 m
- Fifth Avenue Place, výška 188 m
- One Oxford Centre, výška 187 m
- One PPG Place, výška 194 m
- U.S. Steel Tower, výška 256 m

## Vzdělávání a výzkum

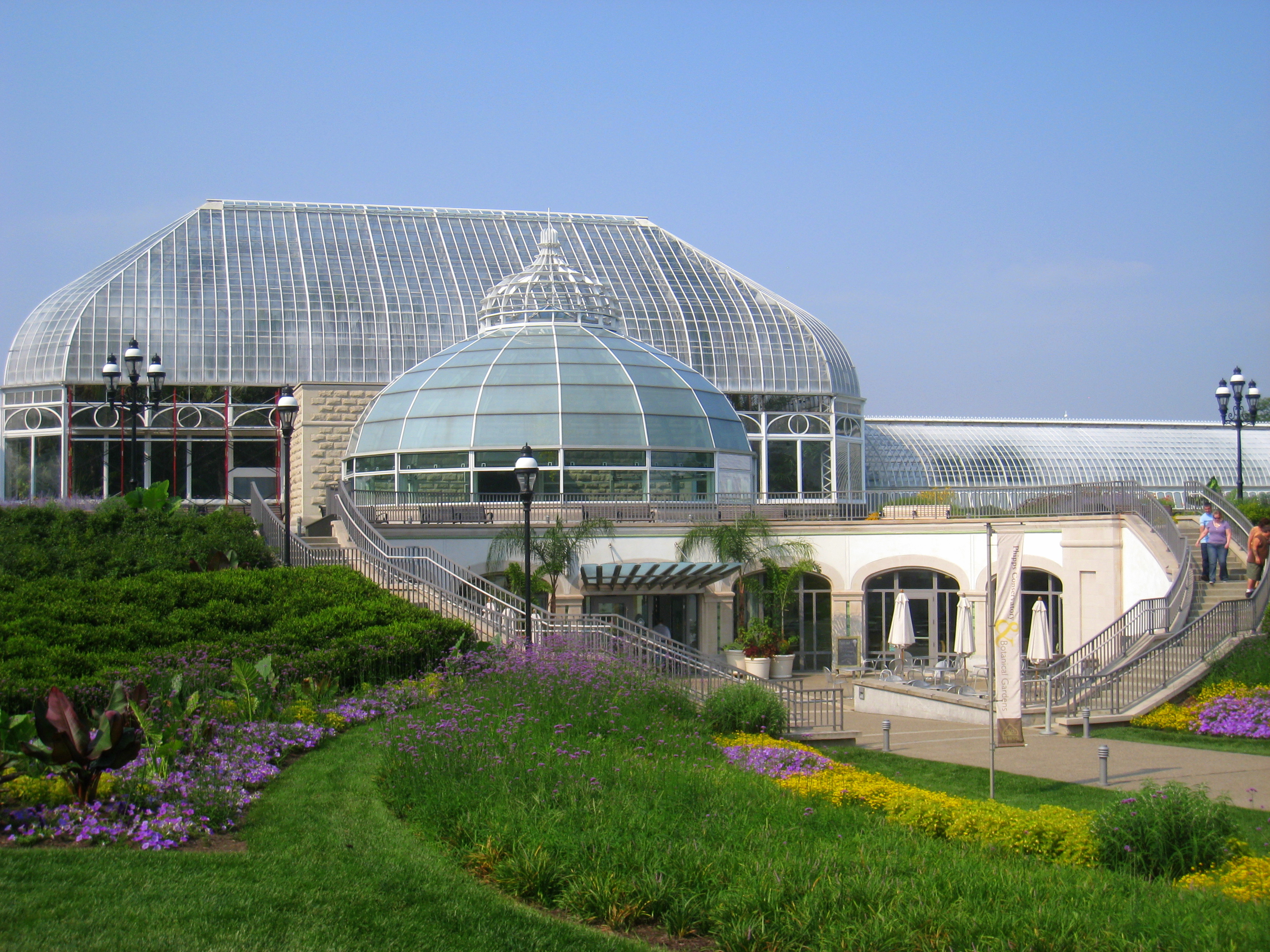
Phipps Conservatory & Botanical Gardens

Pittsburgh je sídlem University of Pittsburgh a Univerzity Carnegieho–Mellonových.

## Sport
V tomto městě jsou nejpopulárnější tři týmy, Pittsburgh Penguins hrající lední hokej, Pittsburgh Steelers (americký fotbal) a Pittsburgh Pirates (baseball).
„Pens“, neboli Pittsburgh Penguins, získali pětkrát Stanleyův pohár. Naposledy v roce 2017. Tým byl prvním působištěm Jaromíra Jágra v NHL. Tým byl také jediným týmem v NHL pro Maria Lemieuxe, který je momentálně spolumajitelem "Pens". V současnosti zde hrají například Sidney Crosby nebo Jevgenij Malkin.
Pittsburgh Steelers získali v americkém fotbale šest titulů.

## Slavní rodáci
- Stephen Foster (1826–1864), americký hudební skladatel[13]
- Andrew William Mellon (1855–1937), americký obchodník, průmyslník, sběratel umění a filantrop[14]
- William Powell (1892–1984), americký herec[15]
- David O. Selznick (1902–1965), americký filmový producent[16]
- Gene Kelly (1912–1996), americký zpěvák, herec, tanečník a choreograf[17]
- Albert Ellis (1913–2007), americký psycholog a sexuolog[18]
- Clifford Shull (1915–2001), americký fyzik, nositel Nobelovy ceny za fyziku za rok 1994[19]
- Andy Warhol (1928–1987), americký malíř, grafik a fotograf[20]
- David McCullough (1933–2022), americký publicista a historik[21]
- Ron Paul (* 1935), americký politik a lékař, dlouholetý člen Sněmovny reprezentantů[22]
- Rand Paul (* 1963), americký politik, úřadující senátor za stát Kentucky[23]
- Julie Benz (* 1972), americká herečka[24]
- Joe Manganiello (* 1976), americký herec[25]
- Zachary Quinto (* 1977),  americký herec[26]
- Mac Miller (1992–2018), americký rapper a hudební producent[27]
- Brandon Saad (* 1992), americký hokejový útočník, dvojnásobný držitel Stanley Cupu[28]
- Vincent Trocheck (* 1993), americký hokejový útočník[29]
- John Gibson (* 1993), americký hokejový brankář[30]
- Maddie Ziegler (* 2002), americká tanečnice, herečka a modelka[31]
- Mackenzie Ziegler (* 2004), americká zpěvačka a herečka[32]

## Partnerská města
- Bilbao, Španělsko
- Danang, Vietnam
- Fernando de la Mora, Paraguay
- Gaziantep, Turecko
- Glasgow, Spojené království
- Karmiel, Izrael
- Matanzas, Kuba
- Oblastní rada Misgav, Izrael
- Naucalpan de Juárez, Mexiko
- Ostrava, Česko
- Prešov, Slovensko
- Saarbrücken, Německo
- Saitama, Japonsko
- San Isidro, Nikaragua
- Sheffield, Spojené království
- Skopje, Severní Makedonie
- Sofie, Bulharsko
- Wu-chan, Čína
- Záhřeb, Chorvatsko